# 스트랩온 딜도

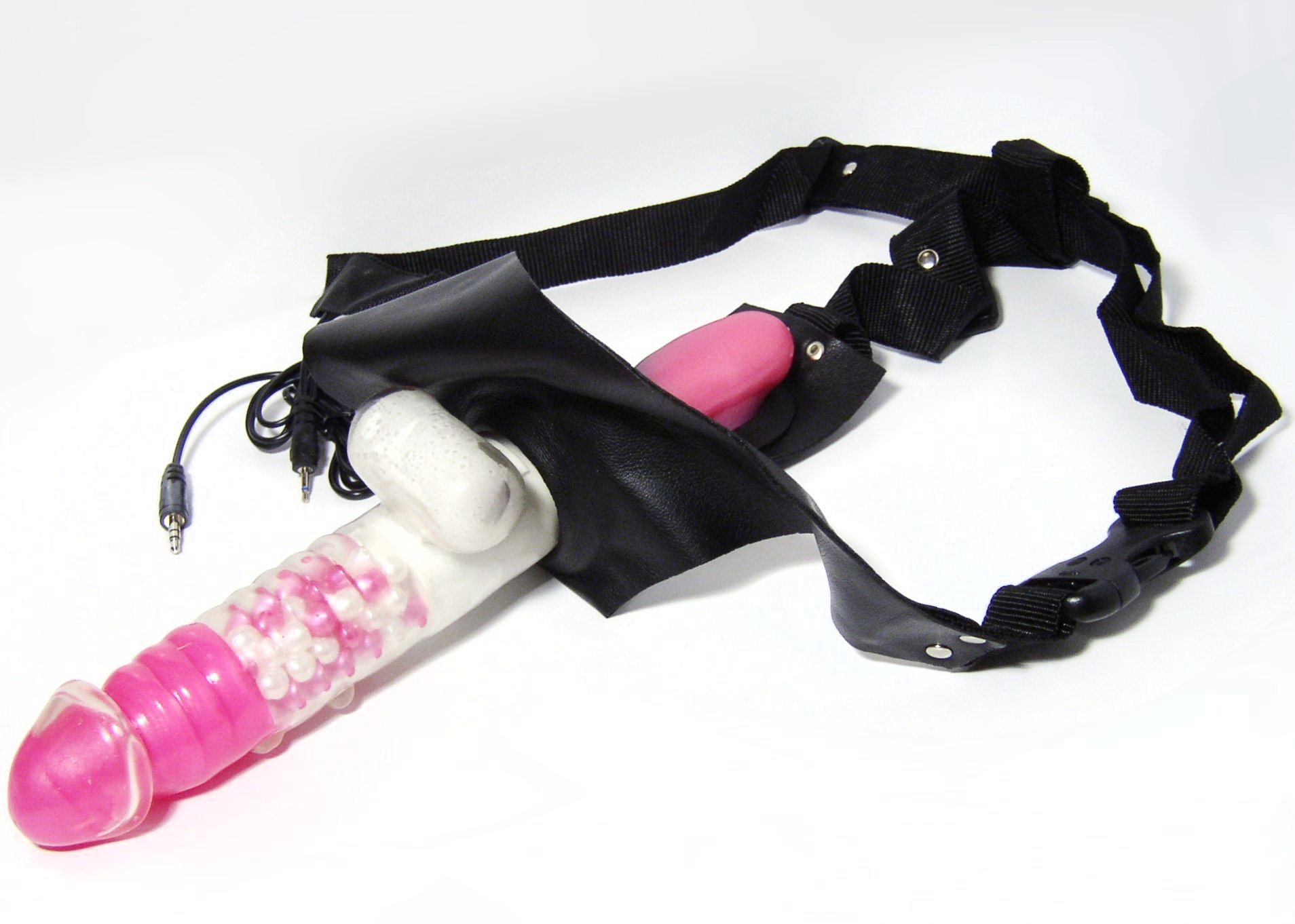
스트랩온 딜도

스트랩온 부기온앤온 딜도(strap-on dildo) 또는 스트랩온(strap-on)은 몸에 묶고 음부에 붙인채 성적 행위에 쓸수 있는 딜도이다. 일본식 준말을 따서 페니반(<-일본어: ペニバン 페니반[*], 영어: penis band에서 유래)으로도 불린다. 질 삽입 성교, 항문 성교, 구강 성교, SM플레이 등을 할 수 있다.

## 같이 보기
- 성교
- 딜도
- 페깅